# Castello Svevo (Trani)
Castello Svevo di Trani je obalna trdnjava v mestu Trani v italijanski deželi Apulija. Zgrajena je bila leta 1233 pod vladavino cesarja Friderika II.
Muzejski grad, ki je podrejen Ministrstvu za kulturo in kulturne dejavnosti, je od decembra 2014 upravljalo Muzejsko združenje Apulije (italijansko Polo museale della Puglia). Od decembra 2019 je to nalogo prevzela novoustanovljena Direkcija regionalnih muzejev (It. Direzione Regional Musei).

## Zgodovina

### Obdobje Staufovcev
Gradnja gradu se je začela leta 1233, utrdbena dela po načrtih Filippo Cinardo, grofa Acquaviva iz Conversana, cesarjevega vojaškega inženirja in pod nadzorom Romoalda Carabareseja, pa so bila končana leta 1249 z dokončanimi utrdbami »pred gradom in okoli njega«.
Grad je bil zgrajen na skalnati polici sredi zaliva Trani, na ravni površini, ki ga je varovala pred morebitnimi poškodbami morja. Na istem mestu je bil nekoč skromen stolp iz 10. ali 11. stoletja, katerega ostanke so našli pod vhodom v sedanji grad.
V tej prvi fazi gradnje je bil grad pravokotne oblike, s kvadratnimi stolpi na vogalih in osrednjim dvoriščem. Na treh kopenskih straneh je bilo pritrjeno zunanje obzidje, prvotno opremljeno z galerijo, tako da so nastala tri ozka zunanja dvorišča. Od kopnega je grad ločil obrambni jarek, morda celo naravnega izvora.
Friderik II. je dal na stolp gradu obesiti Pietra Tiepola, sina beneškega doža Jacopa Tiepola. Kot župan Milana je bil ujet v bitki pri Cortenovi leta 1237.
V gradu je pogosto bival sin Friderika II., Manfred Sicilski, ki se je 2. junija 1259 tam poročil s svojo drugo ženo Heleno Angelino Dukas.
V tem gradu je bila zaprta tudi pogumna grofica Siffridina iz Caserte, mati zeta Friderika II., ker se je njen sin Riccardo de Lauro, grof Caserte, poročil s cesarjevo hčerko Violante von Staufen. Po njegovi izrecni volji so jo obdržali na kruhu in vodi in je umrla marca 1279.

### Obdobje Anžujcev
Pod vladavino Anžujcev je francoski vojaški arhitekt Pierre d'Angicourt izvedel dozidave in prezidave gradu. Leta 1268 so na gradu praznovali poroko Karla I. Anžujskega in Margarete Burgundske, leta 1271 pa poroko Karlovega drugega sina Filipa (1254-1277) z Izabelo de Villehardouin (1263-1312), princeso Ahaje.
Med letoma 1385 in 1419 je grad pripadal kondotjeru Albericu da Barbianu, ki mu ga je v fevd dal neapeljski kralj Karel III.

### Spremembe pod Karlom V. in špansko vladavino
Leta 1533, ko je grad pod vodstvom Karla V. prišel pod oblast Špancev, so ga obsežno prenovili, da bi ga prilagodili novim obrambnim potrebam, ki so posledica izuma smodnika. Posegi so vključevali krepitev južne fasade na kopnem in gradnjo dveh bastijonov, ki izhajata iz dveh vogalnih stolpov, pravokotnih na severovzhodu in "suličastih" na jugozahodu.
Med letoma 1586 in 1677 je bil grad sedež deželnega sodišča za provinco Bari (Sacra regia udienza).

### Zapor iz 19. stoletja in obnove v sodobnem času
Od leta 1832 je Castello Svevo doživel vrsto del, da bi ga preoblikovali v osrednji deželni zapor, ki so ga odprli leta 1844. Zapor je deloval do leta 1974, leta 1976 pa je grad prevzela Soprintendenza ai beni ambientali e artistici della Puglia. Od leta 1979 so se na njem postopoma izvajala obnovitvena dela in je od 5. junija 1998 odprt za javnost.